# Birger Gregersson
Birger Gregersson, född (troligen) 1327, död (troligen på Arnö slott vid Mälaren) 10 mars 1383, var en svensk katolsk präst och biskop av Uppsala stift från 1366 till sin död. Dessutom var han författare till en legend om heliga Birgitta.

## Biografi
Birger Gregersson föddes troligen 1327 som son till Greger Jonsson av Malstaätten.
År 1342 utnämnde påven honom till kanik av Strängnäs, och han blev därefter kyrkoherde i Österhaninge. Under 1350-talet hade han befattning med den påvliga skatteuppbörden, och var därigenom meriterad för domprostvärdigheten i Uppsala stift som han erhöll 1356.
I politiskt avseende sällade han sig till sin ätt och den heliga Birgitta, och tog parti för Albrekt av Mecklenburg vars första regering han fick tillhöra. Under en tid var han konungens kansler, och 26 juni 1365 nämns Birger Gregersson i Diplomatarium Fennicum: 
| ”         | Konung Albrecht öfverlåter vid Åbo slott 1365, den 26 juni (die b:torum Johannis & Pauli), i närvaro af biskop Thomas af Vexiö, riddarne Johan von Lytzow, Benkt Philipsson och Erik Karlsson samt höfvidsmannen på Viborg Sune Håkansson åt domprosten i Uppsala Birger Gregersson några till kronan förbrutna gods i Sverige. | „ |
| – DF 6586 | |   |

1366 valdes Birger Gregersson till ärkebiskop av Uppsala stift. Han reste då till påven i Viterbo, som erkände valet.
Herr Birger utgjorde en gränspunkt i den svenska kyrkopolitiken, och han anses i sin självständighet ha varit ett organ för idén om en nationalkyrka. Han stod på god fot med Bo Jonsson Grip såväl vad gäller lojaliteten mot Birgitta som att stärka aristokratins och kyrkans maktställning gentemot monarkin.
År 1381 instiftade han Vårfrupenningen i syfte att finansiera ett kloster i Vadstena. Han har efterlämnat några officier; ett över Sörmlands apostel, Botvid, och ett över Birgitta. Av dessa båda synes speciellt Birgitta ha utövat ett stort inflytande på hans handlingar och strävanden.